# John Garris
John Brasker Garris (Bridgeport, Connecticut, 6 de junio de 1959) es un exjugador de baloncesto estadounidense que jugó una temporada en la NBA, además de hacerlo en la CBA, en la liga ACB y en la liga francesa. Con 2,03 metros de estatura, lo hacía en la posición de ala-pívot.

## Trayectoria deportiva

### Universidad
Tras pasar dos temporadas en las que apenas jugó con los Wolverines de la Universidad de Míchigan, fue transferido a los Eagles del Boston College, donde en su último año promedió 19,7 puntos y 7,8 rebotes por partido, lo que le valieron para ser elegido en el segundo mejor quinteto de la Big East Conference, y en el mejor del Torneo de la NCAA.

### Profesional
Fue elegido en la vigésimo séptima posición del Draft de la NBA de 1983 por Cleveland Cavaliers, donde fue uno de los hombres menos utilizados en la única temporada que permaneció allí, jugando en 33 partidos en los que promedió 4,0 puntos y 2,3 rebotes.
Antes del comienzo de la temporada 1984-85 fue traspasado junto con Stewart Granger a los Atlanta Hawks a cambio de Johnny Davis, pero no llegó a debutar en su nuevo equipo. Al quedarse sin equipo aceptó la oferta del CAI Zaragoza de la liga ACB, al que llegó ya iniciada la temporada, donde jugó hasta el final de la misma, promediando 19,9 puntos y 8,1 rebotes por partido.
Regresó a su país para jugar durante dos temporadas en cuatro equipos diferentes de la CBA. En 1991 volvió a Europa, para jugar sus dos últimas temporadas en la liga francesa.

## Estadísticas de su carrera en la NBA

### Temporada regular
| Temporada | Edad | Equipo              | Liga | P  | TIT | MIN | TC  | TCA | %TC  | 3P  | 3PA | %3P | TL  | TLA | %TL  | R.OF. | R.DEF. | REB | ASIS | ROB | TAP | PER | FP  | PTS |
| 1983-84   | 24   | Cleveland Cavaliers | NBA  | 33 | 1   | 8.1 | 1.6 | 3.1 | .510 | 0.0 | 0.0 |     | 0.8 | 1.0 | .794 | 1.1   | 1.3    | 2.3 | 0.3  | 0.2 | 0.2 | 0.3 | 1.2 | 4.0 |
| Total     |      |                     | NBA  | 33 | 1   | 8.1 | 1.6 | 3.1 | .510 | 0.0 | 0.0 |     | 0.8 | 1.0 | .794 | 1.1   | 1.3    | 2.3 | 0.3  | 0.2 | 0.2 | 0.3 | 1.2 | 4.0 |